# Urduliz
Urduliz è un comune spagnolo di 3 142 abitanti situato nella comunità autonoma dei Paesi Baschi.